# Krokom (gemeente)
Krokom (Samisch: Krokomen tjïelte) is een Zweedse gemeente in Jämtland. De gemeente behoort tot de provincie Jämtlands län. Ze heeft een totale oppervlakte van 6856,6 km² en telde 14.126 inwoners in 2004.
Het meer Rengen ligt deels in deze gemeente.

## Plaatsen
- Krokom
- Ås
- Nälden
- Föllinge
- Dvärsätt
- Änge
- Aspås
- Trångsviken
- Vaplan
- Ytterån
- Hägra
- Kaxås
- Alsen
- Täng
- Tulleråsen
- Laxsjö
- Aspåsnäset
- Rötviken
- Kännåsen
- Ede
- Kluk
- Ösa

Åre · Berg · Bräcke · Härjedalen · Krokum · Östersund · Ragunda · Strömsund